# Alert
Alert je nejsevernější obývané místo na Zemi, nacházející se v kanadském teritoriu Nunavut na Ellesmerově ostrově asi 10 km západně od Cape Sheridan. Leží na pobřeží zamrzlého Lincolnova moře. Severní pól je od Alertu vzdálený 817 km. Stanice je pojmenována po lodi HMS Alert, která přezimovala v letech 1875–1876 u Cape Sheridanu.
Při sčítání obyvatelstva v roce 2001 měl Alert 75 stálých obyvatel. Místo má v některých obdobích více dočasných obyvatel, neboť je zde umístěna vojenská radarová stanice CFS (Canadian Forces Station) Alert a také meteorologická stanice ministerstva životního prostředí, atmosférická monitorovací laboratoř GAW (Global Atmosphere Watch) a letiště Alert.
Prvním doloženým objevitelem, který dosáhl nejsevernějšího bodu Ellesmerova ostrova, byl Sir George Nares v letech 1875–1876, na jachtě HMS Alert. Meteorologická stanice byla vybudována v roce 1950 a vojenská stanice v roce 1958. Dalšími obývanými místy na Ellesmerově ostrově jsou výzkumná základna Eureka a inuitská osada Grise Fiord.